# Шагаево
Шагаево — село в Починковском районе Нижегородской области России. Входит в состав Василевского сельсовета.

## География
Село находится в юго-восточной части Нижегородской области, в зоне хвойно-широколиственных лесов, на правом берегу реки Ирсети, при автодороге 22Н-3519, на расстоянии приблизительно 20 километров (по прямой) к юго-западу от села Починки, административного центра района. Абсолютная высота — 133 метра над уровнем моря.
Климат
Климат характеризуется как умеренно континентальный, влажный, с умеренно суровой снежной зимой и тёплым летом. Среднегодовая температура — 3,6 °C. Средняя температура воздуха самого тёплого месяца (июля) — 20 — 22 °C; самого холодного (января) — −11,5 °C. Среднегодовое количество атмосферных осадков составляет 450—500 мм.
Часовой пояс
Село Шагаево, как и вся Нижегородская область, находится в часовой зоне МСК (московское время). Смещение применяемого времени относительно UTC составляет +3:00.

## Население
| 2002 | 2010 |
| ---- | ---- |
| 686  | ↘577 |

Национальный состав
Согласно результатам переписи 2002 года, в национальной структуре населения русские составляли 99 % из 686 чел.

## Известные уроженцы, жители
В Шагаево родилась Анна Владимировна Онкович (Колосова) — украинская ученая, доктор педагогических наук, профессор.